# Trappist-1

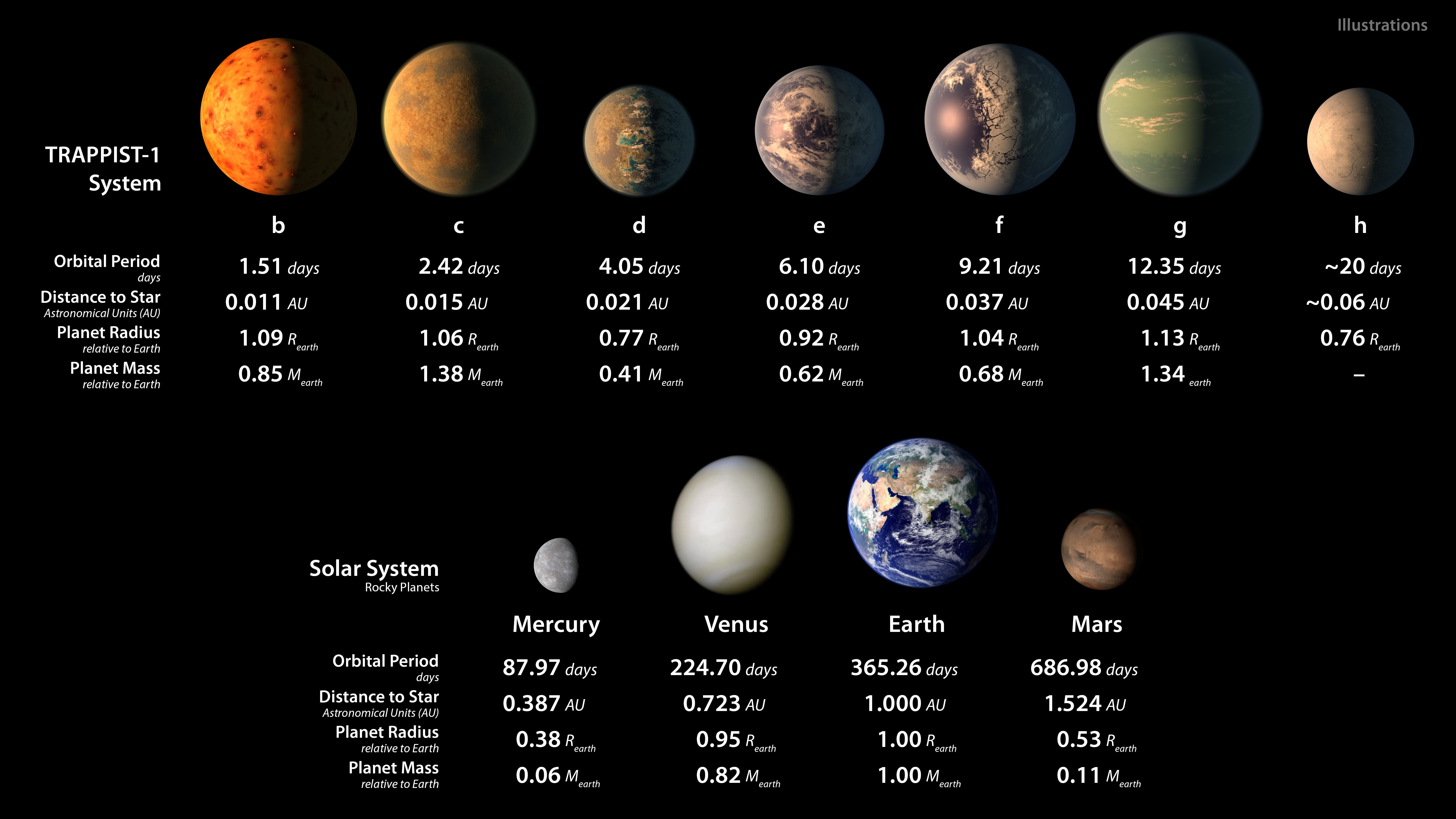
Illustration över hur TRAPPIST-1 solsystem kan se ut

TRAPPIST-1 (med katalognummer 2MASS J23062928-0502285) är en röd dvärg-stjärna i vattumannens stjärnbild, belägen 40 ljusår från jorden. Den har sju planeter, alla ungefär lika stora som jorden. Omloppstiden för de sex innersta planeterna är mellan ett och ett halvt och 13 dygn, den sjunde och yttersta planetens egenskaper är än så länge ganska okända. 22 februari 2017 hade forskarna hittat ytterligare 4 planeter och systemet har totalt 7 jordliknande planeter. Det är sannolikt att åtminstone tre av planeterna har flytande vatten. Från stjärnan och utåt benämns planeterna Trappist-1b, Trappist-1c, Trappist-1d, Trappist-1e, Trappist-1f, Trappist-1g, och Trappist-1h.
Namnet syftar på att planetsystemet upptäcktes med teleskopet Transiting Planets and Planetesimals Small Telescope (TRAPPIST) på La Silla-observatoriet i Chile. Upptäckten gjordes 2015 och 3 planeter påvisades då. Vid fortsatta observationer i infrarött med Spitzerteleskopet upptäcktes ytterligare 4 planeter 2017.

TRAPPIST-1 från Keplerteleskopet, med planeter runt sig.